# Emilie Demant Hatt
Emilie Laurentze Demant Hatt (nogle gange Emilie Demant-Hatt eller Emilie Demant, født Emilie Laurentze Demant Hansen) (24. januar 1873 i Selde - 4. december 1958 på Frederiksberg) var en dansk maler, forfatter og etnograf. Hun havde en stor interesse for og ekspertise i samernes kultur og levevis. Efter at have lært samisk levede hun i perioder blandt samerne i Nord-Sverige. Hun var fødselshjælper for den første bog om samernes liv på samisk af Johan Turi (no). 

## Liv
Emilie Demant Hatt var datter af købmand Hans Frederik Christian Hansen (1836-1921) og Emma Duzine Demant (1842-1922) og voksede op i Sundsøre-egnen ved Limfjorden. 
Hun fik sin første tegneundervisning hos Ida Schiøttz-Jensen på Fur og derefter på Emilie Mundt og Marie Luplaus tegneskole. Herfra blev hun i 1898 optaget på Kunstakademiets Kunstskole for Kvinder, hvor hun gik indtil 1901 og igen 1906-07. 1901-02 fik hun undervisning af den fynske maler Fritz Syberg. I 1903 debuterede hun på Charlottenborgs Forårsudstilling. Samme år var hun medstifter af kunstnersammenslutningen Cirklen. 
Hun mødte som 14-årig Carl Nielsen, som hun blev kæreste med. Han har komponeret flere musikstykker til hende. I 1911 giftede hun sig med geografen Gudmund Hatt. De senere år af Demant Hatts liv blev overskygget af sygdom og offentlige beskyldninger mod ægtefællen for at have været for tyskvenlig under 2. verdenskrig. I 1947 blev Gudmund Hatt af en særlig tjenestemandsdomstol fundet skyldig i "uværdig national Optræden" og afskediget fra sit professorat ved Københavns Universitet - dog med bevarelse af sin pension.
Kort før sin død blev hun slået til Ridder af Vasaordenen. 

### Beskæftigelse med samisk kultur
I sommeren 1904 rejste Demant Hatt sammen med sin søster Marie til Lapland, noget, der skulle blive afgørende for hendes senere virke. På rejsen mødte hun ved Torneträsk den svenske same Johan Turi og fortalte ham, at hun altid havde ønsket at bo hos samerne. Efter hjemkomsten begyndte hun at studere samisk hos filologen Vilhelm Thomsen. Fra sommeren 1907 og et år frem var hun igen hos samerne og boede i en periode med Turi i en hytte ved Torneträsk. Her opmuntrede og hjalp hun ham med at skrive en bog om samernes liv Muittalus samid birra, som hun også stod for at udgive. 1910 udkom bogen med dansk og samisk tekst, året efter udkom den i Demant Hatts danske oversættelse under titlen En Bog om Lappernes Liv. Det er den første bog skrevet på samisk om samernes liv og gjorde for en kort tid Demant Hatt verdensberømt. 
Om sine oplevelser i Lapland skrev hun bogen Med Lapperne i Højfjeldet i 1913, ligesom hun redigerede Johan og Per Turis Lappish Texts fra 1918-19, der blev udgivet af Videnskabernes Selskab. I 1918 udkom hendes Die lappländischen Nomaden in Skandinavien på tysk og i 1922 Ved Ilden, en samling eventyr og sagn fortalt bl.a. af Karesuandosamerne og illustreret med hendes ekspressionistiske linoleumssnit. I 1940 modtog hun i Stockholm Artur Hazelius-medaljen for sin banebrydende indsats for samerne.

### Kunst
Demant Hatt startede som naturalistisk maler. Men da hun sammen med manden Gudmund Hatt i 1922-23 rejste til de tidligere Dansk-Vestindiske Øer og efter hjemkomsten i 1924 så en udstilling med billeder af blandt andre Harald Giersing og Edvard Weie, ændrede hendes udtryksform sig afgørende i ekspressionistisk retning, samtidig med at motiverne tog form af fantasier. Eksempler herpå er billederne Slavekirkegaarden på Skt. Thomas (1927) Byens Bund (1938) Religiøs Ekstase i Koten (1938) og Eksotisk Landskab (1939). 
Demant Hatt fortsatte efter 2. verdenskrig med at udstille i flere sammenhænge. I 1949 havde hun en stor retrospektiv udstilling på Charlottenborg. Året efter skænkede hun 50 oliemalerier med motiver fra Lapland til Nordiska Museet i Stockholm. I 1958 udstillede hun på kvindeudstillingen Expo presentée par le Club International Féminin i Paris. Hun testamenterede en række værker til det tidligere Skive Kunstmuseum, som blev overdraget i 1966.

## Eftermæle
I lang tid var Demant Hatt næsten glemt, men der er siden 1980'erne opstået ny interesse for hendes liv, værker og etnografiske arbejde, blandt andet opførte det samiske teater Beaivváÿs Sámi Teahter i 1993 et skuespil om hendes liv. Skuespillet hed “Gumpegoddi” (Ulvedræberen). Forfatteren er John Gustavsen (no), Norge. 
Demant Hatt skrev sin selvbiografi, Foraarsbølger, i 1949. Manuskriptet blev overdraget til Det Kongelige Bibliotek, men måtte efter hendes ønske ikke udgives før efter 25 år. Manuskriptet blev glemt og først genopdaget af John Fellow i 2002. Foraarsbølger: Erindringer om Carl Nielsen udkom 2002 på Forlaget Multivers. 
Emilie Demant Hatts værker findes fortrinsvis på Skive Kunstmuseum og Nordiska museet i Stockholm.

## Værker
- Johan Turi: Muittalus samid birra : en bog om lappernes liv (som oversætter og udgiver), 1910-1911.
- Med Lapperne i højfjeldet, 1913.
- Die lappländischen Nomaden in Skandinavien, 1918.
- Johan & Per Turi: Lappish Texts (som udgiver), 1918-19.
- Ved Ilden, en samling samiske eventyr og sagn, 1922.
- Den lapska husmodern, Uppsala, 1927.
- Offerforestillinger og erindringer om troldtrommen hos nulevende Lapper, Oslo, 1928.
- Foraarsbølger: Erindringer om Carl Nielsen, 1949 (2002).

## Fodnoter
1. ↑  Larsen, H. G. (2009). Gudmund Hatt og geopolitikken: en kommenteret bibliografi. Institut for Samfundsudvikling og Planlægning, Aalborg Universitet.
2. ↑  Fellow, John (March 2003). "Torrents of spring – Carl Nielsen’s missing years" Arkiveret 3. marts 2016 hos  Wayback Machine. Nordic Sounds (fellow.dk).